# 投資
投資（とうし、英: investment）とは、主に経済において、将来的に資本（生産能力）を増加させるために、現在の資本を投じる活動を指す（現代において、生産能力の増加しない商業活動はこれに含まない）。広義では、自己研鑽や人間関係においても使われる語である。
どのような形態の投資も、不確実性（リスク）が伴う。一般に、投資による期待収益率が高い場合、不確実性も高まる。この一般則に反する取引が可能な場合、裁定取引が行われ、収益率の低下またはリスクの増大が起こる。
株式投資については「株価を予測することはできない」とするランダムウォーク理論があり、有望な株を選定するために行うテクニカル分析やファンダメンタル分析の有効性を否定する根拠となっている。

## 金融における投資
金融における投資は、金融資本を経済・経営活動を通じてリスクのある投資対象に投下することである。投資対象としては多様なタイプの投資資産があり、異なったリスクやリターンのプロファイルがある。投資が必要となるのは、経済または経営主体が、自己資本に加えて、追加的な他人資本を調達することで、より大きな投資機会に投資が可能となるからである。低い投資収益の投資機会を削減してより高い投資収益率に集中することで経済全体の投資収益がより早く成長し、それがひいては社会全体の総金融資本を成長させる。これが、投資可能な金融資本の持続的な再生産のサイクルの要として機能する。
例えば、証券（株式、債券など）投資の場合、提供された資金で、企業が調達資金により工場を増設、販売チャネル強化、研究開発増強、企業買収などをして利益をあげた場合、そのリスクをとった結果として得られた利益の一定割合は、企業価値の増大によるキャピタルゲインや配当として、通常の場合、当初の資本拠出に対するリスクをとった投資家に還元される。株式の場合将来還元される金額の不確実性は大きい。大きな利益からマイナスになることもある。債券の場合、発行元が債務不履行に陥ることがない限りは利息や償還金が支払われることが約束されている。
不動産に対する投資も、購入資産の利用によってキャピタルゲインまたは、賃料利回りと賃貸資産の調達費用の鞘で儲けることを期待する場合は、投資家にリスクを生じるため投資とみなされる。
一方で、売買主体のリターンの合計が必ず0かマイナスになる対象への行為は賭博と呼ばれる。例としては、宝くじ、公営競技、パチンコなどが挙げられる。ただし投資のうち、株取引や先物取引などの投機的性格が強い投資についてはマネーゲームと言われることがあり、広い意味でのギャンブルに含められる場合もある。

### 投資対象
株式企業の将来の（配当可能）利益やキャッシュフローを元に価値は形成される。公開株式の場合の市場での取引価格は、需給要因や市場心理や金利を含めた金融市場環境などで変動する。
債券企業またはその他の債券を発行した経済主体の将来の利子・元本支払能力とイールドカーブなどの金融市場の条件やインフレ動向などによって価値は形成される。実際の市場では、こういった条件への期待の変化や、需給動向、流動性などを反映して取引価格が変動する。
商品コモディティーはそれぞれの固有の需給動向を反映する。金は特殊な投資対象で、実際の需給だけに依存しない固有の価格形成が行われる（詳細は「金投資」を参照）。
不動産土地、マンション、アパートなど。固有性が強い実物資本。
金融派生商品（デリバティブ）より基本的な資産や商品などから派生した資産への投資。
為替実質的に二国間の短期金利への投資。

## 経済学における投資
経済学における投資は、資本ストックの増加分を指す。資本形成ともよばれる。主たるものに設備投資、住宅投資、在庫投資の3種類がある。
例えば、民間投資や公共投資は、民間資本や社会資本を増加させ、経済の生産力を向上させる。また同時に生産設備などの投資財（財を生み出すための財）を需要することでもあり、合わせて乗数効果（投資乗数）による総需要拡張効果も持つ。つまり、投資は供給力を増加させ、同時に需要も増加させる（投資の二重性）。閉鎖経済においては、この需給が均衡するのは「ナイフの刃」（ハロッドによって提唱された）の上を歩くように厳しい条件があり困難である。

### 投資と消費と資本
次の場合を考える。
消費
はじめA氏が100ドルを持っている。B氏がA氏から100ドルを借りる。B氏から受注したC氏が100ドル分の消費財を生産する。B氏は買った消費財を消費する。C氏はこの現金を貯蓄とする。一連の活動が終了した後は、A氏の100ドルの債権、B氏の100ドルの債務、C氏の100ドルの貯蓄で、経済全体の資本ストックの合計は当初の経済と変わらない。
投資はじめA氏が100ドルを持っている。B氏がA氏から100ドルを借りる。B氏から受注したC氏が100ドル分の投資財を生産する。B氏はこの投資財（工場・機械とする）を買う。C氏はもらった現金を貯蓄とする。一連の活動が終了した後は、A氏の100ドルの債権、B氏の100ドルの債務と100ドルの工場・機械、C氏の100ドルの貯蓄で、経済全体の資本ストックの合計が当初と比べて100ドル分（工場・機械の分）増加している。
このように、投資活動は等量の貨幣が循環する中でも、生産した財の取引量（フロー）を増加させるだけでなく、経済に対して資本蓄積（ストック）をし財を増やす。
また、この投資は消費を抑え貯蓄したということでもあり、経済全体の貯蓄はそういう意味で重要である。

### 投資と利子率
一般には、利子率（金利）が低下すると投資は拡大する。将来の投資採算性の低下率が利子率の低下率よりも低く抑えられる環境においては、利子率の低下により低コストで資金を調達して、収益率（投資の限界効率）が低いと見こまれる投資を行う収益性が改善するという期待が一般に形成されるからである。また、インフレにつながる経済の不確実性の増加による将来の投資採算性への期待の影響が一定以下にとどまる環境下においては、期待インフレ率の上昇によって実質金利が低下することも名目投資の拡大要因となる。
なお貨幣発行体である中央銀行は、貨幣の市場価格が一定の範囲にとどまる限りにおいて、他の国の通貨に対する相対的貨幣供給量の操作によって利子率を一定程度誘導する事ができると考えられている。これにより、民間投資を促したり、物価上昇を抑えるなど、経済の安定的発展を目指した金融政策を実施する選択肢がありうる。一方、名目金利は歴史的には通常正の値をとるため、低い名目金利が続けば、このような金利政策の自由度ならびに限界的影響度が小さくなる。

### 投資と利潤率
ケインズでは、投資は追加投資で見こまれる利潤率（資本の限界効率）が利子率に一致するまで行われるとされる。

### 生産性と投資
生産性を引き上げるための投資は、物的な資本に対してだけでなく、人的資本に対しても行われる。将来自分の利益になるようにお金をかける教育投資はその一例である。また、子への教育投資は、受益者と負担者が異なる特別な投資である。ほかには技術開発に対する投資などがある。

## 投資の歴史
投資の歴史は、リスクや期待の歴史である。
| 時             | 出来事 |
| -------------- | --- |
| 紀元前1700年   | ハンムラビ法典は担保の差し入れの手段に対する法の枠組みを与えた。これは担保となる土地に関して借方と貸方の権利を法制化し、金融上の義務を破ったものには罰則が与えられた。                             |
| 18世紀         | 江戸幕府の重臣田沼意次は新田開発投資を行い生産力を増大させた。 |
| 19世紀初頭     | ロスチャイルド家はワーテルローの戦いで情報を活用し金融投資で巨利を挙げた。 |
| 19世紀半ば以降 | アメリカでは躍進する国勢を背景に、大陸横断鉄道建設ブームが起きた。アメリカはこれにより経常赤字を計上するほどだった。その後、鉄道会社は再編されることになったが、東西両岸を強く結ぶ効果を発揮した。 |
| 19世紀後半     | 日本は学制により初等教育普及に着手。瞬く間に全国を網羅する教育網が作られ、列強へのキャッチアップに大きく貢献した。                                                                                 |
| 20世紀初頭     | 列強各国は制海権を維持・拡大するために積極的に戦艦を建造した。 |

## その他

### 問題点
アメリカでは、虚偽の情報によって投資者が損害を被ったときは証券取引委員会 (SEC) が主体となって、損害を与えた企業や証券会社に対して賠償を命じる権限を持っている（投資額の少ない個人から順番に救済するシステム）。
日本において、投資会社を設立しては破産させることが繰り返される事例が存在し、全国の約100人の出資者から集めた多額の出資金が返済されなくなる事態が生じている。出資者が経緯を知らされていないケースが多いためであるとされており、法整備の必要性が指摘されている。

### 投資教育
2022年度に改訂が予定されている日本の学習指導要領では高等学校の家庭科授業において、「資産形成」の視点に触れるように規定され、株式や債券、投資信託などといった、基本的な金融商品の特徴を教えつつ、将来に備えた資産形成の重要性にも踏み込んだ投資教育が導入されることになっている。